# Revista Brasileira de Criminalística
A Revista Brasileira de Criminalística é uma publicação científica mensal, revisada por pares, cobrindo a área de criminalística e ciências forenses. 